# Șagur
Șagur or Șagor (în ebraică שגור, în arabă الشاغور‎) este un oraș din nordul Israelului, situat la vest de orașul portuar Acra. A fost format în 2003 prin fuziunea a trei consilii locale arabe, Majd Al-Krum, Deir al-Assad și Bi'ina. I-a fost acordat statutul de oraș în 2005. A fost încă o dată reformat de către consiliile locale, în decembrie 2008.

## Istorie
Numele orașului provine de denumirea văilor din împrejurimi. Orașul Șagor a fost format prin fuziunea a trei consilii locale arabe, ca și majoritatea satelor arabe din Galileea au fost în principal așezări agricole. Principalele culturi cultivate sunt măslinele, smochine, citrice și rodii. Toate cele trei sate au fost ocupate de forțele israeliene la 30 octombrie 1948 în timpul operațiunii Dekel.
În timpul războiului dintre Israel și Hezbollah, cel puțin 43 de rachete Katiușa, provenid din Liban, au căzut în zona orașului, ucigând 4 patru civili.
Majd al-Krum (în arabă الكروم) acoperă întreaga parte de vest a Șagor-ului. Numele se traduce din arabă ca "via proslavită". Majd Al-Krum a primit acest nume datorită istoriei sale de creștere de strugurilor. Ruinele antice (situate la marginea orașului), constituite din gropi construite în stânci, unde locuitorii zdrobeau cândva cu picioarele strugurii pentru a obține vin.